# Klaus-Dieter Neubert
Klaus-Dieter Neubert (født 22. november 1949 i Oberwiesenthal) er en tysk tidligere roer og olympisk guldvinder.
Neubert var styrmand og vandt sit første østtyske mesterskab i otter i 1967.
I 1968 kom Neubert sammen med Helmut Wollmann og Wolfgang Gunkel til at ro toer med styrmand, og de blev samme år østtyske mestre og blev derpå udtaget til OL 1968 i Mexico City. Her vandt de deres indledende heat og semifinale, og i finalen var de også med i opløbet om medaljerne, men endte på en fjerdeplads, blot 0,15 sekund efter den danske båd.
Besætningen fra OL 1968 blev nummer to ved de østtyske mesterskaber i 1970, men fra 1971 var Wollmann udskiftet med Jörg Lucke, og denne besætning blev østtyske mestre og europamestre dette år.
Trioen var sammen med båden fra Tjekkoslovakiet favoritter ved OL 1972 i München, og den østtyske båd vandt da også planmæssigt det indledende heat og semifinalen. I finalen var de klart bedst og sejrede med et forspring på over to sekunder til tjekkerne, mens Rumænien vandt bronze.
Gunkel, Lucke og Neubert blev østtyske mestre i 1973 og 1974 samt europamestre i 1973, mens de vandt VM-sølv i 1974.

## OL-medaljer
- 1972:  Guld i toer med styrmand